# Dukuh Mojo
Dukuh Mojo is een bestuurslaag in het regentschap Jombang van de provincie Oost-Java, Indonesië. Dukuh Mojo telt 5751 inwoners (volkstelling 2010).